# Miss Missouri USA

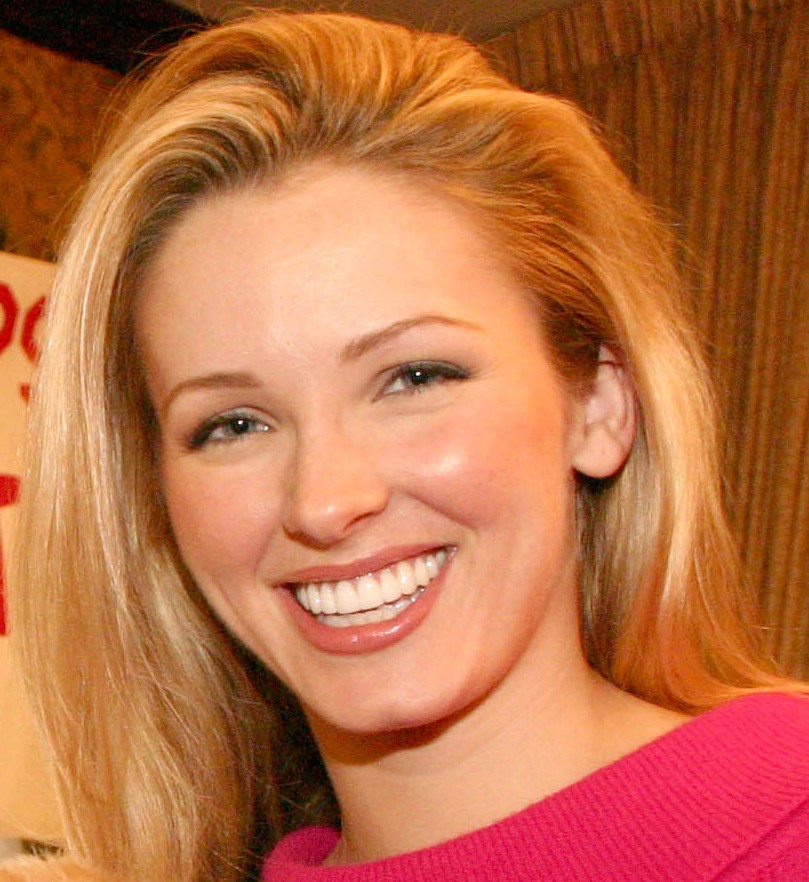
Shandi Finnessey, Miss Missouri USA et Miss USA 2004.

Miss Missouri USA, est un concours de beauté féminin, pour les jeunes femmes âgées de 17 à 27 ans, vivants dans l'État du Missouri, dont la gagnante est qualifiée pour l'élection de Miss USA.

## Titres
(juin 2016).
| Année | Nom                   | Domicile        | Âge1 | Classement à Miss USA | Prix spéciaux à Miss USA | Notes |
| ----- | --------------------- | --------------- | ---- | --------------------- | ------------------------ | --- |
| 2025  | Shae Smith            | Bolivar         | 21   |                       |                          | Triple crown winner; Previously Miss Missouri's Outstanding Teen, 4th runner-up at Miss America's Outstanding Teen 2020. Miss Missouri Teen USA 2022.                                     |
| 2024  | Ashleigh Bedwell      | Springfield     | 26   |                       |                          | |
| 2023  | Autumn Black          | Kansas City     | 24   |                       |                          | |
| 2022  | Mikala McGhee         | St. Louis       | 28   | Top 16                |                          | |
| 2021  | Joye Forrest          | Spanish Lake    | 25   |                       |                          | |
| 2020  | Megan Renee Kelly     | Seymour         | 22   | Top 16                |                          | |
| 2019  | Miriah Jo Ludtke      | St. Louis       | 24   |                       |                          | |
| 2018  | Tori Kruse            | Osage Beach     | 26   |                       |                          | |
| 2017  | Bayleigh Dayton       | Lee's Summit    | 23   | Top 10                |                          | |
| 2016  | Sydnee Stottlemyre    | Saint-Louis     | 22   | Top 10                |                          | Triple crown winner; Previously Miss Missouri's Outstanding Teen 2008, 4th runner up at America's Outstanding Teen 2009. Miss Missouri Teen USA 2011, 4th runner up at Miss Teen USA 2011 |
| 2015  | Rebecca Dunn          | Columbia        | 23   |                       |                          | Game Day Host for the Missouri Mavericks and Entertainment Host for Fox 22. Former anchor at Newsy.com.                                                                                   |
| 2014  | Erica Sturdefant      | Springfield     | 23   |                       |                          | Previously Miss Missouri Teen USA 2010 |
| 2013  | Ellie Holtman         | Montgomery City | 20   |                       |                          | |
| 2012  | Katie Kearney         | Saint-Louis     | 23   |                       |                          | |
| 2011  | Hope Driskill         | Jefferson City  | 21   | Top 16                |                          | Contestant of Survivor: Caramoan as a part of "fans" tribe |
| 2010  | Ashley Strohmier      | Jefferson City  | 21   | Top 10                |                          | Fox 22 KQFX host, ABC 17 KMIZ News Reporter, Morning Show Anchor for ABC 17 KMIZ |
| 2009  | Stacey Smith          | Florissant      | 22   |                       |                          | |
| 2008  | Candice Crawford      | Columbia        | 21   | Top 10                |                          | Sœur de l'acteur Chace Crawford et épouse du quarterback NFL Tony Romo. |
| 2007  | Amber Seyer           | Oran            | 20   | Top 10                |                          | Previously Miss Missouri Teen USA 2003 and wife of baseball pitcher Barry Zito. |
| 2006  | Kristi Capel          | Springfield     | 22   |                       |                          | Weather Forecaster at WBRE |
| 2005  | Andrea Ciliberti      | Kansas City     | 21   |                       |                          | Contestant on Beauty and the Geek, saison 3 |
| 2004  | Ashley Litton         | Olathe          | 20   |                       |                          | Top 15 Semi-Finalist at Miss Missouri USA 2004; Assumed title when Shandi Finnessey won Miss USA title                                                                                    |
| 2004  | Shandi Finnessey      | Florissant      | 25   | Miss USA 2004         |                          | Finaliste de Miss Univers 2004, auparavant Miss Missouri 2002, 3rd runner up at Miss Oktoberfest 2000                                                                                     |
| 2003  | Tara Bollinger        |                 | 23   |                       |                          | |
| 2002  | Melana Scantlin       | Gladstone       | 24   |                       |                          | Previously Miss Missouri Teen USA 1995 and top 12 at Miss Teen USA 1995, Reality TV star (Average Joe)                                                                                    |
| 2001  | Larissa Meek          | Saint-Louis     | 23   | 4th Runner-Up         |                          | Previously Miss Missouri Teen USA 1997, Reality TV star (Average Joe) |
| 2000  | Denette Roderick      |                 |      |                       |                          | |
| 1999  | Teri Bollinger        |                 |      |                       |                          | Previously Miss Illinois Teen USA 1990 |
| 1998  | Melanie Breedlove     |                 | 22   | 2nd Runner-Up         |                          | Previously Miss Missouri Teen USA 1993 |
| 1997  | Amanda Jahn           | Saint Joseph    | 25   |                       |                          | |
| 1996  | Aimee Rinehart        |                 | 24   |                       |                          | |
| 1995  | Britt Powell          |                 |      | Semi-Finalist         |                          | Later Mrs. Arizona America 2004 under her married name, Britt Boyse; Current director of the Miss Arizona USA, Miss Arizona Teen USA, Miss Utah USA, et Miss Utah Teen USA pageants.      |
| 1994  | Shelly Lehman         |                 |      | Semi-Finalist         |                          | |
| 1993  | Stephanie Nunn        | Marshfield      |      |                       |                          | |
| 1992  | Tonya Snodgrass       |                 |      |                       |                          | |
| 1991  | Tiffany Hazel         |                 |      |                       |                          | |
| 1990  | Lori Suschnick        |                 |      |                       |                          | |
| 1989  | Rhonda Hoglan         |                 |      |                       |                          | Previously Miss Missouri Teen USA 1985, 3rd runner up at Miss Teen USA 1985 |
| 1988  | Alecia Workman        |                 |      |                       |                          | |
| 1987  | Dawn Fonseca          | Independence    | 22   | 3rd Runner-Up         |                          | |
| 1986  | Barbara Webster       | Kansas City     |      |                       |                          | Previously Miss Missouri 1983, top 10 semifinalist for Miss America 1984 |
| 1985  | Amy Ruth Coverdale    | Columbia        |      | Semi-Finalist         |                          | |
| 1984  | Sandy Percival (en)   | Sunrise Beach   | 20   | 3rd Runner-Up         |                          | Later Miss International USA 1984 and competed at Miss International 1984, did not place                                                                                                  |
| 1983  | Robin Elizabeth Riley | Columbia        |      |                       |                          | Later Miss Missouri 1987, top 10 semifinalist for Miss America 1988 |
| 1982  | Susan Heiman          | Kansas City     |      |                       |                          | |
| 1981  | Karyn Smagacz         | Fulton          |      |                       |                          | |
| 1980  | Kelly Laxon           | Kansas City, MO |      |                       |                          | |
| 1979  | Virginia Dean         |                 |      |                       |                          | |
| 1978  | Paula Anita Taylor    |                 |      |                       |                          | |
| 1977  | Connie Ast            | Chesterfield    | 22   |                       |                          | Successor to crown; Competed at Miss USA 1977 |
| 1977  | Leigh Ann Middleton   | Kansas City     | 21   |                       |                          | Won the title of Miss Missouri USA 1977, but due to car accident, was unable to continue her reign or compete at Miss USA                                                                 |
| 1976  | Donna Hibbitts        |                 |      | Semi-Finalist         |                          | |
| 1975  | Nancy LaRose          | Marshall        |      | Semi-Finalist         |                          | |
| 1974  | Dorothy Ann McElven   |                 |      | Semi-Finalist         |                          | |
| 1973  | Camilla Crist         |                 |      |                       |                          | |
| 1972  | Janet Potter          |                 |      |                       |                          | |
| 1971  | Nancy Rebecca         |                 |      | 3rd Runner-Up         |                          | |
| 1970  | Suzette Grenham       | Independence    |      |                       |                          | |
| 1969  | Sherry Hoffman        |                 |      |                       |                          | |
| 1968  | Jan Barton            | Macon           |      |                       |                          | |
| 1967  | Karen Hendrix         |                 |      | 4th Runner-Up         |                          | |
| 1966  | Marsha Taylor         |                 |      |                       |                          | |
| 1965  | Barbara Brooks        |                 |      |                       |                          | |
| 1964  | Sandy Bawol           |                 |      |                       |                          | 4th runner up in Miss World USA 1963 |
| 1963  | Sandra Lee Marlin     |                 |      | 2nd Runner-Up         |                          | |
| 1962  | Mikee Campbell        |                 |      |                       |                          | |
| 1961  | Joan Roberts          |                 |      |                       |                          | |
| 1960  | Marilyn Jean Stalcup  |                 |      | Semi-Finalist         |                          | |
| 1959  | Barbara Jayne Stell   |                 |      |                       |                          | |
| 1958  | Beverly Sue Wright    |                 |      |                       |                          | |
| 1957  | Judith Ann Murback    | Sikeston        |      |                       |                          | |
| 1956  | Carol Rae Thrower     |                 |      |                       |                          | |
| 1955  | Bennie Joan Pritchard |                 |      |                       |                          | |
| 1954  | Alice Jean Porritt    |                 |      |                       |                          | |
| 1953  | Donna Gardner         |                 |      |                       |                          | |
| 1952  | Carolyn Carlew        |                 |      | 2nd Runner-Up         |                          | |

1 Âge durant l'élection de Miss USA